# A Utah Flora
A Utah Flora (abreviado Utah Fl.) es un libro con ilustraciones y descripciones botánicas que fue escrito conjuntamente por Stanley Larson Welsh, Nephi Duane Atwood, Sherel Goodrich y Larry C. Higgins y publicado en el año 2008.